# رزبروگ هرینگ
رزبروگ هرینگ (به لاتین: Roesbrugge-Haringe) یک منطقهٔ مسکونی در بلژیک است که در پپرنژ واقع شده‌است. رزبروگ هرینگ ۱۱٫۹۵ کیلومتر مربع مساحت و ۱٬۱۰۵ نفر جمعیت دارد.